# 오원선
오원선(1922년 2월 7일~1978년 5월 31일)은 대한민국의 의사 출신 정치인이다. 제11대 보건사회부장관, 제7대 국회의원을 지냈다.

## 역대 선거 결과
|  | 28.02% |

|  | 65.23% |